# Kraslice
Kraslice (németül Graslitz) település Csehországban, a Sokolovi járásban. Lakosainak száma 6573 fő (2024. január 1.).

## Fekvése
Kraslice Luby, Bublava, Stříbrná, Oloví, Rotava, Krajková, Markneukirchen és Klingenthal településekkel határos.

## Gazdasága
1770-ben Stowasser Henrik és Pál alapított itt  hangszergyárat. Őket követte Stowasser Vencel és az idősebb Stowasser János, aki itt született és később Magyarországon hozta létre a saját gyárát.

## Nevezetes emberek
- Itt született Julius Meinl (I.)  (1824–1914), osztrál vállalkozó, a Julius Meinl AG alapítója
- Itt született Rudolf Dellinger (1857–1910), német-cseh zeneszerző
- Itt született 1846-ban Stowasser János  hangszergyáros (elhunyt Budapesten 1923-ban)

## Népesség
A település lakosságának változását az alábbi diagram mutatja:
| Lakosok száma | 6549 | 11 802 | 20 419 | 7617 | 7371 | 6695 | 6885 | 6749 | 6306 | 6573 |
|               | 1869 | 1900   | 1921   | 1961 | 1980 | 2011 | 2016 | 2019 | 2021 | 2024 |